# Баллард, Кит
Кит Баллард (англ. Keith Ballard; род. 26 ноября 1982, Бодетт, Миннесота, США) — американский хоккеист, защитник. В настоящее время свободный агент.
В 2002 году Баллард был выбран на драфте НХЛ в первом раунде под общим 11-м номером командой «Баффало Сейбрз». После этого он ещё два сезона отыграл в одной из американских студенческих лиг, и лишь затем попробовал свои силы в НХЛ. К тому моменту права на него уже дважды сменили владельцев: сначала «Сейбрз» обменяли своего проспекта в «Колорадо Эвеланш», а те в свою очередь чуть позже отправили его в «Финикс Койотис».
В своём первом профессиональном сезоне 2004/05 в НХЛ он тоже не сыграл. Молодой игрок набирался опыта в фарм-клубе «Койотов» в АХЛ.
5 октября 2005 года Баллард дебютировал в Национальной хоккейной лиге в матче против «Ванкувера». В этой игре он сразу же сумел поразить ворота соперинка. Всего в своём первом сезоне он забил 8 голов и набрал 39 очков — оба показателя являются личными рекордами на настоящий момент.
Проведя ещё два сезона в «Финиксе», летом 2008 г. Баллард был обменян во «Флориду». Сразу же после обмена он подписал со своим новым клубом расширение к контракту, согласно которому должен был провести в форме «Пантер» ещё шесть лет. Однако из них он отыграл только два года, будучи в июне 2010 г. обменённым в «Ванкувер Кэнакс».
Наиболее яркий эпизод пребывания Балларда во «Флориде» — курьёзное нанесение им травмы собственному вратарю. Во встрече регулярного чемпионата против «Атланты» Илья Ковальчук вышел один на один на голкипера «пантер» Томаша Вокоуна и переиграл его. Раздосадованный Баллард, зевнувший рывок российского нападающего, размахнулся клюшкой, намереваясь ударить ей по штанге ворот. Однако Кит промахнулся и угодил в маску Вокоуна (видео можно посмотреть здесь Архивная копия от 5 октября 2016 на Wayback Machine). Чешского вратаря унесли с площадки на носилках; ему потребовалось нанести несколько швов в области уха. Следующие два матча он пропустил. Баллард принёс публичные извинения товарищу по команде. Санкций со стороны клуба и НХЛ к нему не последовало.
Сезон 2010/11 был очень успешным для новой команды Кита. «Кэнакс» выиграли регулярный чемпионат НХЛ (впервые в истории клуба) и дошли до финала розыгрыша Кубка Стэнли, где потерпели поражение лишь в седьмой, решающей встрече. Вклад Балларда в успехи партнёров, однако же, был минимальным. Регулярку он закончил с худшими показателями в карьере по нескольким важным статистическим показателям: сыгранные матчи (65), забитые голы (2), передачи (5), набранные очки (7), среднее время за игру (15 минут 14 секунд). В плей-офф он и вовсе из 25 проведённых командой игр одевался лишь на 10, а из матчей двух последних серий (полуфинальной и финальной) всего на одну игру. Одной из причин такого блёклого выступления американского защитника стали несколько травм, полученных им в течение сезоне.